# Sandra Myers
Sandra Myers (Little River, Kansas, 9 de gener de 1961), és una atleta que ha representat Espanya després d'obtenir-ne la nacionalitat a partir de la seva original (estatunidenca).
Llicenciada en Belles Arts, Música, especialitat de Composició i Piano, per la Universitat de Califòrnia, Los Angeles (UCLA) el 1985, es dedicà a l'atletisme i s'especialitzà en els 100, 200, 400 metres i el salt de longitud. El 1979 la premsa esportiva de Kansas la nomenà millor esportista de l'any i el 1981 fou campiona de 400 metres dels Estats Units.
El 1987 va obtenir la nacionalitat espanyola, i des de llavors va competir per Espanya, essent 33 cops internacional. El 1990 va rebre el premi Reina Sofia com a la millor esportista de l'any. El 1991 es va convertir en la primera espanyola a pujar al podi en uns Campionats del Món: medalla de bronze en la prova de 400 metres. Va participar en els Jocs de Seül, però a causa d'una lesió no pogué participar en els de Barcelona,i es retirà de l'atletisme en els d'Atlanta, al 1996. Els rècords que va establir al llarg de la seva carrera han costat de batre, i dècades després encara no tots han estat superats.
L'any 1994 va ser guardonada amb la Medalla de Plata de la Reial Orde del Mèrit Esportiu, atorgada pel Consell Superior d'Esports.
Després de retirar-se va cursar estudis superiors de Musicologia al Reial Conservatori Superior de Madrid. Posteriorment ha exercit de musicòloga i des de 2002 ha ocupat la càtedra de Musicologia del Conservatori Superior de Música de Castella i Lleó, a Salamanca, i des del curs 2019-2020 s'ha incorporat com a Catedràtica de Musicologia al Conservatori Superior de Música de Navarra, a Pamplona. Ha estat membre de la Societat Espanyola de Musicologia.

## Fites
| Representant Espanya | Representant Espanya      | Representant Espanya | Representant Espanya | Representant Espanya |
| -------------------- | ------------------------- | -------------------- | -------------------- | -------------------- |
| 1991                 | Campionat del món indoor  | Sevilla, Espanya     | 2a                   | 400 m                |
| 1991                 | Campionat del món         | Tòquio (Japó)        | 3a                   | 400 m                |
| 1992                 | Campionat d'Europa indoor | Gènova, Itàlia       | 1a                   | 400 m                |
| 1993                 | Campionat del món indoor  | Toronto, Canadà      | 4a                   | 400 m                |
| 1993                 | Campionat del món         | Stuttgart, Alemanya  | 6a                   | 400 m                |
| 1996                 | Campionat d'Europa indoor | Estocolm, Suècia     | 1a                   | 200 m                |

### Millors marques personals
- 100 metres: 11.06 s (1991)
- 200 metres: 22.38 s (1990)
- 400 metres: 49.67 s (1991)
- Salt de llargada: 6.60 m (1988)